# Hideaki Yanagida
Hideaki Yanagida (jap. 柳田 英明, Yanagida Hideaki; * 1. Januar 1947 in Hachirōgata, Präfektur Akita) ist ein ehemaliger japanischer Ringer. Er wurde im Jahre 1972 Olympiasieger und in den Jahren 1970 und 1971 Weltmeister im freien Stil im Bantamgewicht.

## Werdegang
Im Alter von 23 Jahren erklomm der nur 1,59 Meter große aber sehr bewegliche und körperlich starke Hideaki Yanagida die Spitze der japanischen Freistilringer im Bantamgewicht. In den folgenden drei Jahren gewann er vier große internationale Meisterschaften. Dabei bedeutete der Gewinn der Goldmedaille 1972 in München ohne Zweifel den Höhepunkt seiner Karriere.
1970 wurde er in Bangkok Sieger bei den Asienspielen vor dem Südkoreaner An Jae-woon. Im gleichen Jahr gewann er dann bei den Weltmeisterschaften in Edmonton mit sieben Siegen den Weltmeistertitel im Bantamgewicht, dem er im Jahre 1971 in Sofia einen weiteren in derselben Gewichtsklasse hinzufügte.
Bei den Olympischen Spielen 1972 in München benötigte Hideaki Yanagida wiederum sieben Siege zum Gewinn der Goldmedaille. Dabei schlug er seinen härtesten Rivalen Richard Sanders aus den Vereinigten Staaten sicher nach Punkten.
In den beiden Weltmeisterschaften 1970 und 1971 und den Olympischen Spielen in München bestritt Hideaki Yanagida insgesamt 21 Kämpfe, die er alle gewann. Selten war ein Ringer in seiner Gewichtsklasse so überlegen wie er.

## Internationale Erfolge
(OS = Olympische Spiele, WM = Weltmeisterschaft, F = freier Stil, Ba = Bantamgewicht, damals bis 67 kg Körpergewicht)
- 1970, 1. Platz, Asienspiele in Bangkok, F, Ba, vor An Jae-woon, Südkorea u. Mohamed Sardar, Pakistan;
- 1970, 1. Platz, WM in Edmonton, F, Ba, mit Siegen über Herbert Singermann, Kanada, Bishambar Singh, Indien, Abdolbagher Jahangar, Iran, Tschimedbadsaryn Damdinscharaw, Mongolei, An Jae-woon, Zbigniew Żedzicki, Polen u. Jancho Patrikow, Bulgarien;
- 1971, 1. Platz, WM in Sofia, F, Ba, mit Siegen über B. Müller, Schweiz, Choi Seung Gil, Nordkorea, Emil Müller, BRD, Megdiin Choilogdordsch, Mongolei, Jorge Ramos, Kuba, Niculae Dumitru, Rumänien u. Abdolbagher Jahangar;
- 1972, Goldmedaille, OS in München, F, Ba, mit Siegen über Ernst Hack, Österreich, Zbigniew Żedzicki, An Jae-woon, Richard Sanders, USA, Iwan Schawow, Bulgarien, Ramezan Kheder, Iran u. Prem Nath, Indien